# Dehahna
Dehahna là một đô thị thuộc tỉnh Msila, Algérie. Dân số thời điểm năm 2002 là 6.411 người.